# Beaver (Ohio)
Beaver és una població dels Estats Units a l'estat d'Ohio. Segons el cens del 2000 tenia 464 habitants.

## Demografia
Segons el cens del 2000, Beaver tenia 464 habitants, 195 habitatges, i 124 famílies. La densitat de població era de 459,4 habitants per km².
Dels 195 habitatges en un 34,4% hi vivien nens de menys de 18 anys, en un 45,1% hi vivien parelles casades, en un 16,4% dones solteres, i en un 35,9% no eren unitats familiars. En el 33,3% dels habitatges hi vivien persones soles el 13,8% de les quals corresponia a persones de 65 anys o més que vivien soles. El nombre mitjà de persones vivint en cada habitatge era de 2,38 i el nombre mitjà de persones que vivien en cada família era de 3,04.
Per edats la població es repartia de la següent manera: un 30,4% tenia menys de 18 anys, un 8,2% entre 18 i 24, un 26,9% entre 25 i 44, un 19,8% de 45 a 60 i un 14,7% 65 anys o més.
L'edat mediana era de 34 anys. Per cada 100 dones de 18 o més anys hi havia 78,5 homes.
La renda mediana per habitatge era de 22.632 $ i la renda mediana per família de 23.571 $. Els homes tenien una renda mediana de 28.750 $ mentre que les dones 20.000 $. La renda per capita de la població era de 10.815 $. Aproximadament el 25,7% de les famílies i el 28,6% de la població estaven per davall del llindar de pobresa.

## Poblacions més properes
El següent diagrama mostra les poblacions més properes.